# Arão e Júlio
São Arão e São Júlio (ou Juliano) eram dois santos cristãos romano-britânicos que foram martirizados por volta do século III. Juntamente com Santo Albano, eles são os únicos mártires cristãos da Grã-Bretanha romana com nomes conhecidos. A maioria dos historiadores coloca o martírio em Caerleon, embora outras sugestões o tenham colocado em Chester ou Leicester. Seu dia de festa era tradicionalmente comemorado em 1º de julho, mas agora é observado junto com Albano em 20 de junho pelas Igrejas Católica Romana e Anglicana.
O primeiro relato sobrevivente de Arão e Júlio vem de Gildas, um monge que escreveu no oeste da Grã-Bretanha durante o século VI. A precisão de seu relato de eventos que ocorreram três séculos antes é desconhecida. O relato de Gildas foi repetido mais tarde pelo monge anglo-saxão do século VIII, Beda. Referências a Arão e Júlio foram incluídas no trabalho de autores medievais posteriores, como Godofredo de Monmouth e Giraldus Cambrensis.
Gildas deu a entender que um mártir dedicado a Arão e Júlio estava presente no século VI, e uma capela dedicada aos santos certamente existente perto de Caerleon no século IX, quando foi registrada em uma carta de terras. No início do século XII, a igreja passou para a propriedade do novo Priorado de Goldcliff, e em 1142 havia sido renomeada em dedicação a Santo Albano, bem como a Arão e Júlio, refletindo a crescente popularidade do culto da primeira. Nos séculos posteriores, as associações da capela com Júlio e Arão foram esquecidas. Na época da Reforma Inglesa do século XVI, quando a capela foi abandonada e talvez convertida em celeiro, era apenas referida como Igreja de Santo Albano. O edifício caiu em ruínas e não sobrevive mais.

## Martírio

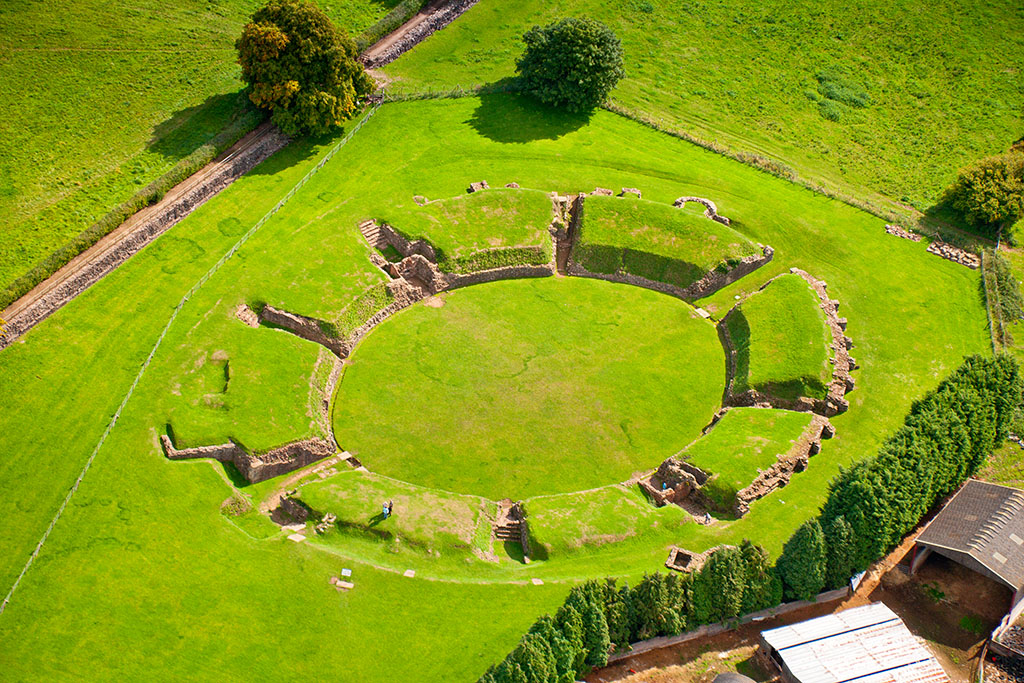
Anfiteatro romano-britânico em Caerlaeon, o assentamento em que Arão e Júlio teriam sido martirizados.

Arão e Júlio são dois dos três mártires cristãos registrados como tendo vivido na Grã-Bretanha romana, sendo o outro Santo Albano. Nada se sabe sobre eles, exceto por seu martírio. O nome "Arão" é hebraico e pode sugerir um indivíduo da herança judaica. O nome era excepcionalmente raro nos contextos judaico e cristão da época. O nome "Júlio" era extremamente comum entre os soldados de Caerleon, refletindo a descendência de uma das colônias Julio-Claudiana ou um nome adotado no alistamento no exército. Embora Caerleon fosse uma importante base militar no oeste da Grã-Bretanha, havia uma associação de assentamentos civis com o forte, e, portanto, Arão e Júlio poderiam ter sido civis, e não soldados.

### Data do martírio
O forte militar romano de Caerleon realizou o Legio II Augusta e testemunhou muito uso sob os imperadores romanos Septímio Severo e Caracala, embora tenha visto uma redução em sua ocupação durante o terceiro século, quando grande parte da legião estava estacionada em outro lugar. O forte ficou fora de uso entre 287 e 296, quando muitos de seus edifícios foram demolidos. O núcleo da legião foi transferido para o Forte Richborough, no Kent moderno. Dado o abandono do forte no final do terceiro século, é improvável que Júlio e Arão tenham sido mortos como parte das perseguições anticristãs que ocorreram no início do século IV.
É mais provável que eles tenham sido executados durante uma das fases de agitação anticristã que eclodiram no império em meados do século III, particularmente entre 249 e 251 sob o Imperador Décio e depois entre 257 e 259 sob Valeriano. Em termos mais gerais, Jeremy K. Knight observou que provavelmente ocorreu em algum momento entre a proibição de Septímio Severo de alguém se converter ao Cristianismo e a morte de Aureliano em 275, pois seu sucessor Constâncio Cloro não teria executado cristãos, mas se restringia a si mesmo à demolição de suas igrejas.

### Gildas e Beda
A principal evidência para Arão e Júlio vem dos escritos de Gildas, que estava escrevendo em algum lugar no oeste da Grã-Bretanha durante o início e meados do século VI. Resta uma pergunta sobre como os eventos que provavelmente ocorreram no Caerleon do século III foram transmitidos a Gildas, escrevendo três séculos depois. Há também a questão de quão precisas eram suas informações sobre os eventos do passado romano-britânico; algumas de suas alegações, como a de que Muralha de Adriano foi construída por Septímio Severo, estavam incorretas. Jeremy K. Knight acreditava que as informações de Gildas sobre Arão e Júlio deveriam ser levadas a sério, pois ele era "uma testemunha confusa, mas honesta" das informações que recebeu.
De Excidio et Conquestu Britanniae de Gildas, é a primeira fonte sobrevivente a mencioná-los, e ele escreve que durante a perseguição de Diocleciano, "Deus... acendeu entre nós luminares brilhantes de santos mártires. ...Tais eram São Albano de Verulam, Arão e Júlio, cidadãos da cidade das legiões e do resto, de ambos os sexos, que em lugares diferentes mantiveram sua posição no concurso cristão". Beda, baseado em Gildas, diz na História Eclesiástica do Povo Inglês que, na mesma perseguição durante a qual o Albano foi martirizado, "sofreram Arão e Júlio, cidadãos de Caerleon, e muitos outros de ambos os sexos em todo o país. Depois de terem sofrido muitas torturas físicas horríveis, a morte pôs fim às suas lutas."
Beda repete o que Gildas disse, mas não acrescenta informações adicionais sobre os dois mártires.

### Locais alternativos sugeridos
Os historiadores geralmente identificaram Caerleon como o local do martírio do casal. Há algumas evidências que sugerem que o martírio pode ter ocorrido não em Caerleon, mas em Chester. Quando Gildas menciona pela primeira vez Arão e Júlio, ele diz que eles foram martirizados na "Cidade das Legiões", ou legionum urbis. Isso poderia ter se referido a várias fortalezas legionárias, incluindo Chester e York, ambas com o nome em várias fontes. Escavações arqueológicas em um anfiteatro em Chester descobriram uma estrutura que pode ter sido usada para execuções públicas no período Diocleciano e os possíveis restos de uma igreja medieval antiga, que pode estar relacionada a um local de martírio romano.
Em 2016, Andrew Breeze argumentou que Leicester pode ter sido o local do martírio de Arão e Júlio.

## Mártires
O relato de Gildas implica que o martírio de Júlio e Arão ocorreu em Caerleon. Reforçando isso, o fato de o Livro de Llandaff do século XII conter uma carta do final do século IX que menciona a existência de tal martírio. Esta carta descreveu uma concessão de terras ao bispo de Llandaff Nudd, que englobava o Territorium Sanctorum Martirum Julii et Aaron ou o Merthir Iún et Aaron. Possíveis evidências arqueológicas para a existência do mártir medieval aparecem na forma de uma laje transversal esculpida do século IX, encontrada na Bulmore Farm, perto do local do mártir medieval, pouco antes de 1862. Estilisticamente Como parte das lajes transversais do Grupo Gwent, a maioria dos outros exemplos vem de grandes igrejas primitivas, como a Igreja de St. Cadoc, Caerleon, Igreja de St Arvans, perto de Chepstow, e Igreja de St Tatheus, em Caerwent.

Vista em direção ao Canal de Bristol em Goldcliff, com o local do priorado de Goldcliff (casa e dependências da Fazenda Hill) à distância.

A próxima referência textual sobrevivente ao mártir data de dois séculos depois. O "ecclesiam Iulii et Aron" é uma das duas igrejas mencionadas em um registro que data de cerca de 1113, registrando como o proprietário normando local Robert de Chandos doou terras na área, incluindo ambas as igrejas, ao mosteiro Le Bec na Normandia. para que eles estabeleçam um priorado. Tanto a igreja de Santos Júlio e Arão quanto a Igreja de Santa Trindade são novamente mencionadas nas confirmações da investidura de Goldcliff Priory, uma produzida em c.1154–58 e a outra em 1204 por Hubert Walter, arcebispo de Canterbury.
Uma dedicação a Santo Albano foi posteriormente acrescentada à capela de São Arão e São Júlio. Em 1142, os monges de Goldcliff tiveram uma confirmação de suas propriedades produzidas, que se referiam ao martírio como ecclesiam sanctorum Iulii e Aaron atque Albani. A popularidade de Santo Albano estava crescendo no século XII, com vários locais eclesiásticos abrigando relíquias associadas a ele. Os monges de Goldcliff podem querer conectar sua capela a esse crescente culto, em particular porque Arão e Júlio foram mencionados ao lado de Albano como mártires romano-britânicos na obra de Gildas e Beda. Entre 1113 e 1143, eles provavelmente obtiveram o que eram considerados ossos de Albano para usar como relíquias na capela, dando assim substância à sua renomeação.
No século XV, o Priorado de Goldcliff foi transferido da propriedade de Bec Abbey para Tewkesbury Abbey e depois para o Eton College.  Com o tempo, o martírio perdeu suas associações com Arão e Júlio e passou a ser associado apenas a Albano. Esta capela de Santo Albano permaneceu em existência até a Reforma Inglesa. Em 1495, seus três procuradores arrendaram um cortiço de Caerleon a um homem chamado John Matthews. Em 1624, a área, conhecida como Monte Santo Albano, era a sede da família Powell. Um documento de locação produzido em 1728 lista as terras associadas, que incluem "Cae'r Fynwent" ("O Campo do Cemitério") e "Cae'r Scubor" (O Campo do Celeiro). O celeiro mencionado neste documento pode ter sido o antigo martírio, pois várias igrejas menores em Monmouthshire foram convertidas em celeiros no momento.
Em 1798, o historiador William Coxe descreveu o local como sendo marcado por um teixo; ele acrescentou que em 1785 "vários caixões de pedra foram descobertos na escavação das fundações de uma nova casa". O local do mártir é agora um campo inclinado ao lado de casas conhecidas como Monte Santo Albano. Em 1941, o historiador Wilhelm Levinson expressou sua esperança de que os arqueólogos escavassem o local para aprender mais sobre a criação original do mártir.

## Literatura medieval
Geoffrey, de Monmouth, apresentou Arão e Júlio em sua discussão sobre a coroa do rei Arthur vestindo em Caerleon. Segundo o relato de Geoffrey de Monmouth, o Caerleon de Arthur continha duas grandes igrejas, uma que era um convento dedicado a Júlio e a outra uma casa de cânones regulares dedicados a Arão, que continham uma universidade. Essas duas igrejas eram fictícias, embora nos séculos seguintes os antiquários assumissem que eram reais e fizessem tentativas para localizá-las.
O relato de Geoffrey influenciou o de escritores posteriores como Gerald de Gales. Por sua vez, o retrato de Gerald de Arão e Júlio influenciou o relato produzido pelo antiquário John Leland.

## Moderno

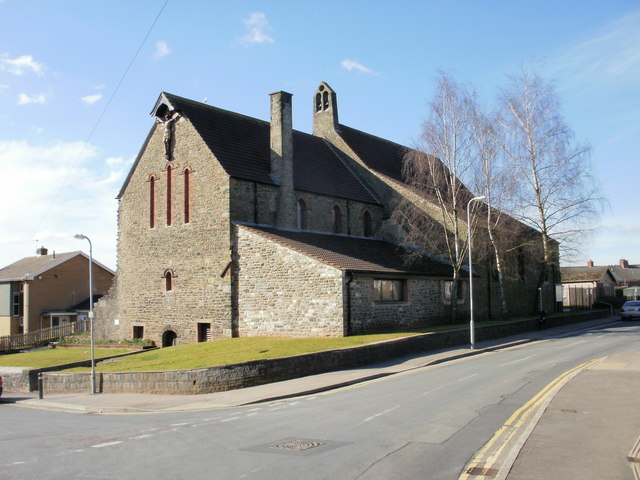
Igreja dos santos Arão e Júlio, Newport.

No século XVI, o conhecimento de Arão e Júlio foi difundido através da publicação de edições impressas de Gildas De Excidio (1525) e História eclesiástica de Beda (1565). Ao fazer isso, os santos se familiarizaram com as comunidades católica romana e protestante.
A edição de 2004 do Martirológio romano reconhece os mártires como sendo martirizados depois de Albano durante a perseguição de Diocleciano pelos legionários da Bretanha Menor (Bretanha), durante os quais muitos 'chegaram à cidade gloriosa [do céu] depois de sofrer torturas dolorosas e açoites severos'.
O Martirológio romano classifica Arão e Júlio em 22 de junho, mas como também é a data em que os santos John Fisher e Thomas More são comemorados, o atual calendário litúrgico católico romano para o País de Gales comemora junto com Santo Albano, em 20 de junho.

### Dedicações
- Igreja de St. Julius e St. Aaron, Llanharan (1856–1857, anglicana);[25]
- Igreja dos Santos Aarão, Júlio e David, Caerleon (final do século XIX, católica romana);
- Igreja de St. Júlio e St. Arão, St. Julians, Newport (1924, anglicana);[26]
- Igreja de São Júlio Mártir, Beaufort Road, Newport (século XX, católica romana).[27]